# Almadenejos
Almadenejos é um município da Espanha na província de Ciudad Real, comunidade autónoma de Castilla-La Mancha, de área 102,88 km² com população de 521 habitantes (2006) e densidade populacional de 5,06 hab./km².

## Demografia
| Variação demográfica do município entre 1991 e 2004 | Variação demográfica do município entre 1991 e 2004 | Variação demográfica do município entre 1991 e 2004 | Variação demográfica do município entre 1991 e 2004 |
| --------------------------------------------------- | --------------------------------------------------- | --------------------------------------------------- | --------------------------------------------------- |
| 1991                                                | 1996                                                | 2001                                                | 2004                                                |
| 683                                                 | 601                                                 | 518                                                 | 520                                                 |